# غريغوري دانيال
غريغوري دانيال (بالإنجليزية: Gregory Daniel)‏ هو دراج أمريكي، ولد في 8 نوفمبر 1994 في دنفر في الولايات المتحدة.

## وصلات خارجية
- غريغوري دانيال على موقع الاتحاد الدولي للدراجات (الإنجليزية)
- غريغوري دانيال على موقع أرشيف الدراجات (الإنجليزية)
- غريغوري دانيال على موقع إحصائيات الدراجات الإحترافية (الإنجليزية)
- غريغوري دانيال على موقع نسبة الدراجات (الإنجليزية)